# Peritas

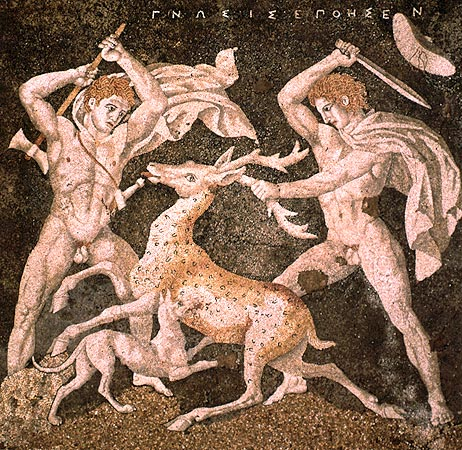
"Mosaico della caccia al cervo" di Gnosis - Palazzo Reale di Pella. Si suppone che il cane raffigurato, forse un canis laconicus, possa essere Peritas.

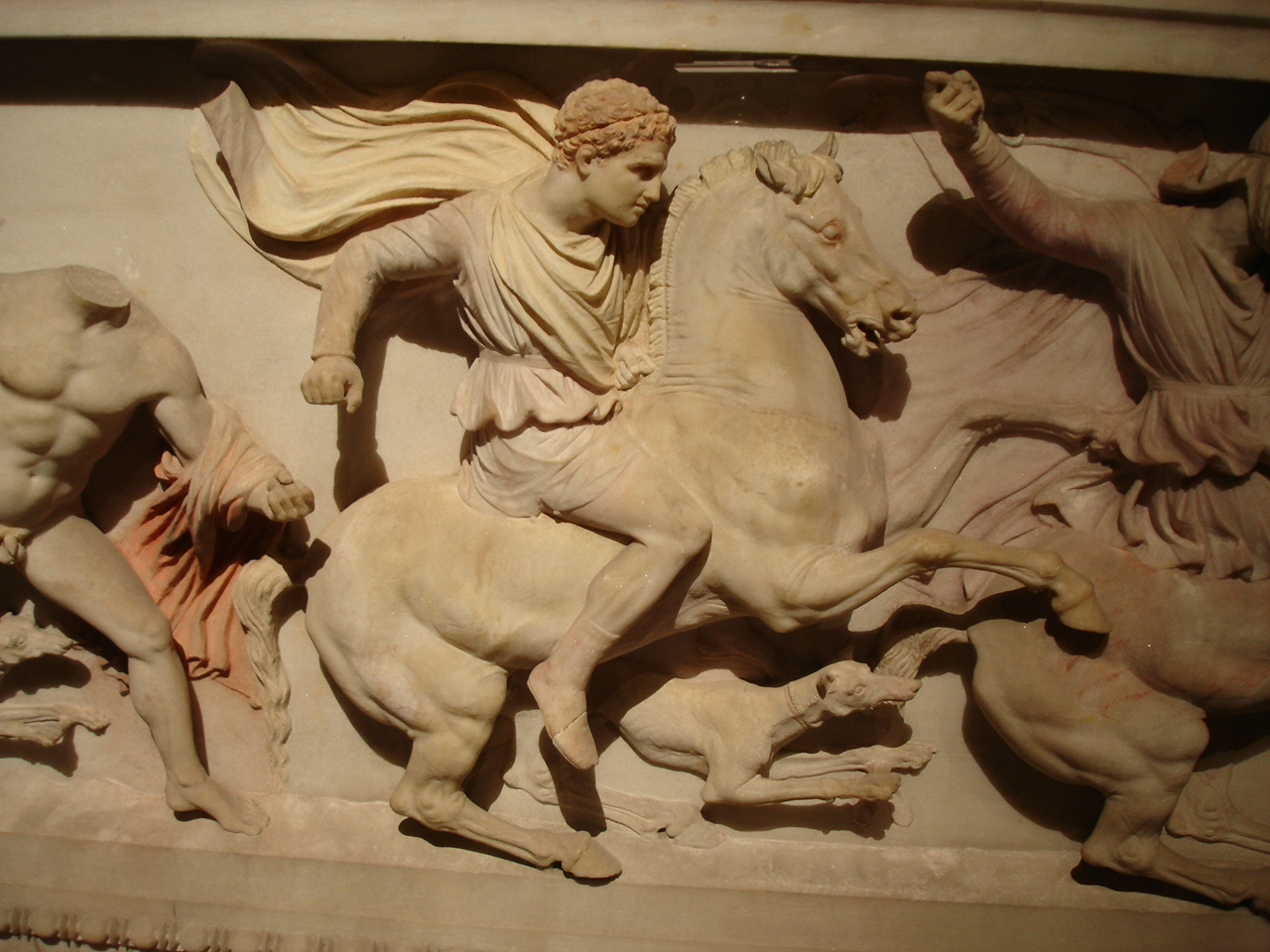
Particolare del c.d. "Sarcofago di Alessandro" raffigurante Alessandro Magno a cavallo accompagnato da un cane (Peritas?) simile ad un levriero.

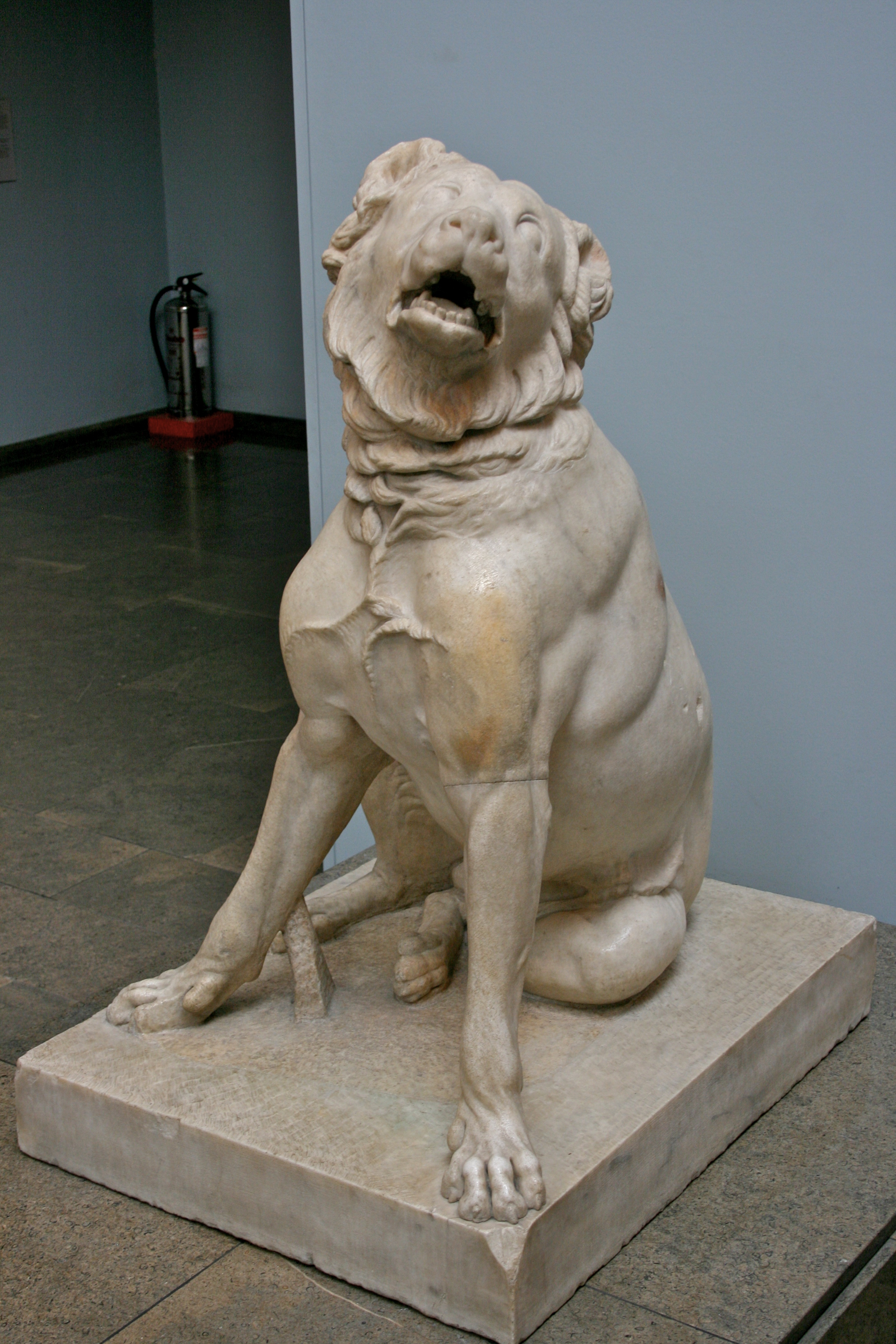
"Jenning Dog", statua romana oggi al British Museum raffigurante un "Molosso d'Epiro", razza canina a cui sarebbe appartenuto Peritas.

Peritas (in greco antico: Περίτας?) era il cane più amato da Alessandro Magno, il suo nome potrebbe essere tradotto, dall'antica lingua dei macedoni, "gennaio".

## Storia
L'unica fonte antica che nomina esplicitamente Peritas è Plutarco, il quale scrive: "Si dice che quando perse il cane di nome Peritas, da lui allevato e amato, fece costruire una città che prendesse il suo nome. Sozione dice di aver preso questa notizia da Potamone di Lesbo".
Da tale fonte si apprende che Peritas, una volta morto, venne sepolto da Alessandro Magno con enormi onori e addirittura una città dedicata, proprio come avvenne per il cavallo da guerra del Macedone, Bucefalo. Si presume, per somiglianza, che la città dedicata a Peritas sorgesse in India non molto lontano da Bucefala e che la fondazione sia da datarsi posteriormente alla Battaglia dell'Idaspe (326 a.C.).
Su internet circolano molte altre storie su Peritas, che tuttavia non trovano alcun riscontro nelle fonti antiche. Una delle più ricorrenti vede il cane salvare la vita al suo padrone Alessandro, affrontando in battaglia un elefante. Si tratta di leggende metropolitane prive di fondamento, in quanto tutto ciò che è noto su Peritas è il breve brano di Plutarco. 

## Le speculazioni sulla razza
Alcuni studiosi moderni ritengono che Peritas fosse un cane lontano dall'archetipo molossoide: una bestia indubbiamente tenace e coraggiosa, ma di fattezze snelle, nervose, atte alla corsa e, quindi, davvero capace di stare al fianco del suo padrone quando questi combatteva in sella al comando della sua scorta di cavalieri. Questa ipotesi è plausibile se si osserva che tra le statue ed i rilievi del c.d. "Sarcofago di Alessandro" le numerose figure di cani, tutte impegnate in azioni di lotta e/o caccia, rassomigliano più a dei muscolosi levrieri che non a dei mastini. Il c.d. "Mosaico della caccia al cervo" della reggia argeade di Pella raffigura poi un cane, ritenuto da alcuni studiosi proprio Peritas, con fattezze affatto dissimili dallo scomparso canis laconicus, antica razza di cane da caccia molto apprezzata ed utilizzata dagli Antichi Greci.